# Patrick van den Goorbergh
Jurgen van den Goorbergh (Breda, 18 de septiembre de 1965) es un expiloto de motociclismo neerlandés. Junto a su hermano Jurgen corrieron durante una década en el Mundial

### Carreras por temporada
Sistema de puntuación desde 1969 a 1987:
| Posición | 1  | 2  | 3  | 4 | 5 | 6 | 7 | 8 | 9 | 10 |
| Puntos   | 15 | 12 | 10 | 8 | 6 | 5 | 4 | 3 | 2 | 1  |

Sistema de puntuación de 1988 a 1992:
| Posición | 1  | 2  | 3  | 4  | 5  | 6  | 7 | 8 | 9 | 10 | 11 | 12 | 13 | 14 | 15 |
| Puntos   | 20 | 17 | 15 | 13 | 11 | 10 | 9 | 8 | 7 | 6  | 5  | 4  | 3  | 2  | 1  |

Sistema de puntuación desde 1993:
| Posición | 1  | 2  | 3  | 4  | 5  | 6  | 7 | 8 | 9 | 10 | 11 | 12 | 13 | 14 | 15 |
| Puntos   | 25 | 20 | 16 | 13 | 11 | 10 | 9 | 8 | 7 | 6  | 5  | 4  | 3  | 2  | 1  |

| Año  | Cat.  | Moto                 | 1       | 2       | 3       | 4       | 5       | 6       | 7       | 8       | 9       | 10      | 11      | 12      | 13      | 14     | 15    | Pts. | Pos. |
| ---- | ----- | -------------------- | ------- | ------- | ------- | ------- | ------- | ------- | ------- | ------- | ------- | ------- | ------- | ------- | ------- | ------ | ----- | ---- | ---- |
| 1987 | 250cc | Honda                | JPN -   | SPA -   | GER -   | NAT -   | AUT -   | YUG -   | NED 24  | FRA -   | GBR 23  | SWE 24  | CZE -   | RSM -   | POR -   | BRA -  | ARG - | 0    | -    |
| 1988 | 250cc | Honda                | JAP -   | USA -   | ESP 22  | EXP 16  | NAC -   | ALE 29  | AUT -   | NED 25  | BEL -   | YUG -   | FRA -   | GBR -   | SWE -   | CHE -  | BRA - | 0    | -    |
| 1989 | 250cc | Yamaha               | JAP Ret | AUS 23  | USA DNQ | ESP 21  | NAC DNQ | ALE DNQ | AUT DNQ | YUG 13  | NED 13  | BEL Ret | FRA 25  | GBR 24  | SWE 18  | CHE 22 | BRA - | 6    | 33.º |
| 1991 | 250cc | Honda                | JAP -   | AUS -   | USA -   | ESP 14  | ITA 21  | ALE 19  | AUT 23  | EUR 20  | NED 15  | FRA 22  | GBR Ret | RSM 26  | CZE 19  | LMA 17 | MAL   | 3    | 36.º |
| 1992 | 250cc | VD Goorbergh-Aprilia | JAP DNQ | AUS 13  | MAL 12  | SPA DNS | ITA 16  | EUR Ret | ALE 14  | NED Ret | HUN 22  | FRA Ret | GBR 11  | BRA 9   | RSA 24  |        |       | 2    | 22.º |
| 1993 | 250cc | VD Goorbergh-Aprilia | AUS Ret | MAL 13  | JAP 12  | ESP Ret | AUT 15  | ALE Ret | NED Ret | EUR 13  | RSM 17  | GBR 9   | CZE 14  | ITA 14  | USA 16  | FIM 7  |       | 31   | 16.º |
| 1994 | 250cc | VD Goorbergh-Aprilia | AUS Ret | MAL Ret | JAP 13  | ESP 20  | AUT 8   | ALE 12  | NED 10  | ITA 14  | FRA 16  | GBR 17  | CZE 12  | USA 16  | ARG Ret | EUR 22 |       | 27   | 16.º |
| 1995 | 250cc | VD Goorbergh-Aprilia | AUS Ret | MAL 14  | JAP Ret | ESP 16  | ALE 13  | ITA 8   | NED 14  | FRA 13  | GBR Ret | CZE 12  | RIO 18  | ARG Ret | EUR 16  |        |       | 22   | 20.º |

| Color     | Resultado                                                               |
| --------- | ----------------------------------------------------------------------- |
| Oro       | Ganador                                                                 |
| Plata     | 2.ª plaza                                                               |
| Bronce    | 3.ª plaza                                                               |
| Verde     | Finalizó en los puntos                                                  |
| Azul      | Finalizó sin puntos                                                     |
| Azul      | NC - No clasificado                                                     |
| Violeta   | Ret - No terminó (Carrera)                                              |
| Rojo      | DNQ - No se clasificó                                                   |
| Negro     | DSQ - Descalificado                                                     |
| Blanco    | DNS - No empezó (carrera)                                               |
| Blanco    | WD - Retirado (fin de semana)                                           |
| Blanco    | C - Carrera cancelada                                                   |
| Sin color | DNP - Inscrito pero no participó                                        |
| Sin color | INJ - Lesionado                                                         |
| Sin color | EX - Excluido                                                           |
| Estado    | Resultado                                                               |
| Negrita   | Pole position                                                           |
| Cursiva   | Vuelta rápida                                                           |
| †         | Abandona, pero clasifica al completar el porcentaje requerido para ello |